# 斯維特拉娜·格拉希門克
斯維特拉娜·格拉希門克（Светлана Ивановна Герасименко，1945年2月23日—2025年4月8日）是一位蘇聯、塔吉克天文學家，也是楚留莫夫-格拉希門克彗星的共同發現者。

## 彗星
1969年9月11日，當格拉希門克在蘇聯哈薩克蘇維埃社會主義共和國當時的首都阿拉木圖附近的阿拉木圖天體物理研究所工作時，使用50公分馬克士托夫望遠鏡拍攝了科馬斯·索拉彗星。
回到家鄉後，基輔國立大學天文台的克利姆·楚留莫夫檢查了照片，並在照片邊緣附近發現了一個疑似彗星的天體，他認為這就是科馬斯·索拉彗星。10月22日，即照片拍攝後約一個月，他發現該天體不可能是科馬斯·索拉彗星，因為它的位置與預期位置偏離了2-3度。他們進一步的觀察後發現了科馬斯·索拉彗星就在照片預期位置，證明該天體是另一顆彗星。透過收集到的所有資料，他們在另外四張照片上發現了這個新天體，日期分別為9月9日和21日。